# Seznam rodoslovnih izrazov
To je seznam izrazov, ki se uporabljajo v rodoslovju in ki jih rodoslovci srečujejo pri rodoslovnem raziskovanju.

## 0-9
- 10ber - december
- 7ber - september
- 8ber - oktober
- 9ber - november

## A
- Abzehrung - hiranje
- Auszügler – preužitkar
- avus - ded, stari oče

## B
- Blattern - koze
- Brustfellentzündung - vnetje rebrne mrene

## D
- dessen – njegov, njegova

## E
- Ehegattin – zakonska žena
- Eheweib – soproga
- Entkräftung – oslabelost

## F
- filia, fla. - hči
- filius, fl. - sin
- Findling – najdenček
- frater - brat
- frater germanus - polbrat

## G
- Gattin – soproga
- Geschwulst - bula, tumor
- Geschwür - bula, ulkus, razjeda

## H
- Häutige Bräune – davica
- Herbstmonat – september
- Heumonat – Julij
- Hornung – februar
- Hübler – kmet, posedovalec hube

## I
- inquilinus - gostač, podnajemnik

## K
- Kirchensänger - cerkveni pevec
- Knecht – hlapec

## L
- Lungenentzündung – pljučnica

## M
- Magd – dekla

## N
- Nachbarin – soseda
- Nervenschlag - možganska kap
- Nothgetauft – krščen v sili

## P
- pater - oče
- pater familias, p.f. - glava družine
- proavus - praded

## R
- Rippenfellentzündung - vnetje porebrnice, rebrne mrene
- Rothe Ruhr - krvava griža
- Ruhr – griža

## S
- Schwägerin – svakinja
- Schwindsucht - jetika, tuberkuloza
- soror - sestra

## U
- uxor - zakonska žena, soproga

## V
- Verheirat(h)et – poročen
- Vermählen – poročiti
- Versehen - prejel zakrament svetega bolniškega maziljenja
- Verwitwete – vdova, vdovec
- vix nata - komaj rojen

## W
- Wassersucht – vodenica
- Weinmonat – oktober
- Wintermonat – november

## X
- Xber - december